# Trevor Bickle
Trevor Bickle (* 17. Juli 1943) ist ein ehemaliger australischer Stabhochspringer.
1962 siegte er bei den British Empire and Commonwealth Games in Perth mit 4,49 m.
Vier Jahre später verteidigte er bei den British Empire and Commonwealth Games in Kingston seinen Titel mit 4,80 m. Außerdem wurde er Achter im Zehnkampf.
Dreimal wurde er Australischer Meister im Stabhochsprung (1963, 1966, 1967). Seine persönliche Bestleistung in dieser Disziplin von 4,83 m stellte er am 16. März 1968 auf.